# Idée suicidaire
 Mise en garde médicale
L'idée suicidaire, la pensée suicidaire ou l'idée noire (souvent au pluriel) est la représentation que se fait un individu du recours au suicide comme solution possible à une situation qu'il estime insatisfaisante ou comme remède radical au désespoir qu'il éprouve.

## Éclairage
Dans les essais de modélisation du suicide, l'idée suicidaire est définie en tant qu'étape entre une phase de recherche de solutions à des difficultés majeures et une possible phase d'expansion de l'idée appelée « rumination suicidaire » ; phase pouvant conduire à un effort de planification et anticipation de l'acte lui-même.
Cette sorte de montée en puissance est surtout un cadre théorique que la réalité ne vérifie que partiellement, les paramètres provenant du caractère de l'individu introduisant une grande diversité de scénarios entre le tout premier germe de représentation suicidaire et l'exécution du geste fatal. S'il était possible d'identifier de telles phases, avec une progression aussi apparemment logique, les entourages seraient moins souvent pris totalement au dépourvu à la suite du passage à l'acte : l'idée suicidaire ne se manifestant pas différemment d'une idée d'orientation autre, l'individu reste globalement fidèle à ce qu'il est habituellement ; il sera secret comme il l'a peut-être toujours été ou expéditif comme il peut en avoir la réputation. En matière de prévention, il n'y a pas à se fier à une ferme logique suicidaire et à chercher à en reconnaître la manifestation, mais plutôt à tenter de repérer des indices d'une perturbation essentielle derrière un comportement qui pourtant conserve tous ses traits majeurs.
Dans le cheminement vers le suicide, l'idée suicidaire demeure jusqu'à la fin ; malmenant le schéma qui la réduirait à une étape d'intellection pure qui n'aurait qu'à être réalisée. Jusqu'au dernier moment, contre les apparences, elle garde quelque chose des conditions de sa naissance et donc surtout du caractère individuel. Qu'elle soit informe ou au contraire lumineuse, elle le reste du départ à la fin comme la signature ou l'enveloppe d'un geste suicidaire global. Quel que soit le degré de la motivation ou de l'engagement dans le suicide, cette idée — qui questionne l'être-même — peut judicieusement être combattue, tenue en respect ou exploitée par l'exploration et analyse de ses composantes personnelles les plus profondes et finalement permettre un réel progrès de la connaissance de soi ou individuation. Cette occasion peut également être saisie au lendemain d'une tentative, avec l'assistance d'un tiers, psychologue ou autre personne disponible, mais là encore, la curiosité ou la volonté de comprendre ou de progresser seront les facteurs personnels qui en décideront bien plus que les cadres généraux impersonnels.
« Oh, pas si vite ! Ne t'immole pas, jeune ami, à une erreur. Le seul événement irréparable est la mort. Nul ne t'a donc montré quelles forces de résurrection travaillent pour la vie ; quel soc prodigieux retourne le malheur, et d'une situation sans issue tire un avenir plus grand que les rêves apparemment brisés ? La bataille est perdue, dis-tu. Non, une manche et c'est une raison pour repousser le geste qui ferait triompher l'adversité. Résiste : tant de promesses battent dans ton cœur démoralisé! »
Une fois débarrassé de l'idée même, une convalescence doit absolument être observée pour assécher les ramifications sous-jacentes, puisqu'il a été observé que beaucoup de suicides se produisaient dans les trois mois suivant une phase d'apparente amélioration[réf. nécessaire].

## Causes
Les idées suicidaires peuvent avoir de nombreuses causes :
- elles peuvent être liées à des troubles psychiatriques comme la dépression, le trouble bipolaire, l'autisme, le trouble de stress post-traumatique et la phobie sociale entre autres[réf. souhaitée] ; des idées délirantes (rejoindre un proche auparavant décédé ou l'espérance d'une nouvelle vie)[2] ;
- elles peuvent être la conséquence de facteurs environnementaux ou d'événements négatifs qui ont un impact conséquent sur le mode de vie comme notamment le décès d'un proche, les agressions sexuelles, l'inactivité (chômage), une rupture amoureuse ou le rejet ;
- elles peuvent résulter de souffrances physiques intenses auxquelles l'individu veut échapper ;
- elles peuvent être iatrogènes, c'est-à-dire induites ou exacerbées par certains médicaments ayant des effets secondaires neuropsychiatriques.

Ces idées peuvent survenir à tout âge, aussi bien chez les enfants, adolescents, jeunes adultes et adultes.
Des signes précurseurs d'idées suicidaires peuvent apparaître et ceux-ci incluent : désespoir, anhédonie, insomnie, déprime, anxiété prononcée, déficit de l'attention, peurs paniques et très grands remords.

## Épidémiologie
Dans le monde, 815 000 personnes se sont suicidées en 2000, soit 14,5 décès pour 100 000 habitants (un décès toutes les 40 secondes).
En France, une enquête montre que près de 5,5 % de la population a déjà tenté de se suicider. En 2009, 10 464 morts par suicide ont été enregistrées par le Centre d'épidémiologie sur les causes médicales de décès (CépiDc) de l'Inserm, un chiffre en diminution régulière ces dernières années, mais qui reste très élevé par rapport aux voisins européens de la France.